# San Dalmazio (Pomarance)
San Dalmazio est un village d'origine médiévale faisant partie de la commune de Pomarance dont il est une frazione, et est situé dans la province de Pise, en Toscane (Italie).

## Population
Au recensement de 2011, le village comptait une population de 135 habitants.

## Géographie
San Dalmazio est situé dans la Val di Cecina (it) et est traversé par une dérivation de la SS. 439 (it) qui relie Saline di Volterra à Follonica par les monts Métallifères. Son altitude est de 298 mètres.

## Histoire
San Dalmazio est créé autour d'un château du XIe siècle, mais est déjà cité en l'an 1040 dans les documents historiques comme dépendant de l'abbaye de San Petro à Palazzuolo (it). En 1147, un monastère (it) de religieuses bénédictines y est fondé mais détruit par un incendie en 1438. Le pape Eugène IV accorde des indulgences pour aider la reconstruction du monastère. Cependant, en 1511, les religieuses décident de transférer le monastère à Volterra.
Du 28 août au 1er septembre 1849, Giuseppe Garibaldi et ses hommes firent étape à San Dalmazio lors de sa retraite, après la fin de la République romaine, pendant la campagne pour l'unification de l'Italie. Une plaque est apposée sur la maison de la famille Serafini pour commémorer ce séjour.
Le village cesse d'avoir son indépendance administrative en 1776 quand il est rattaché à Pomarance.

## Église

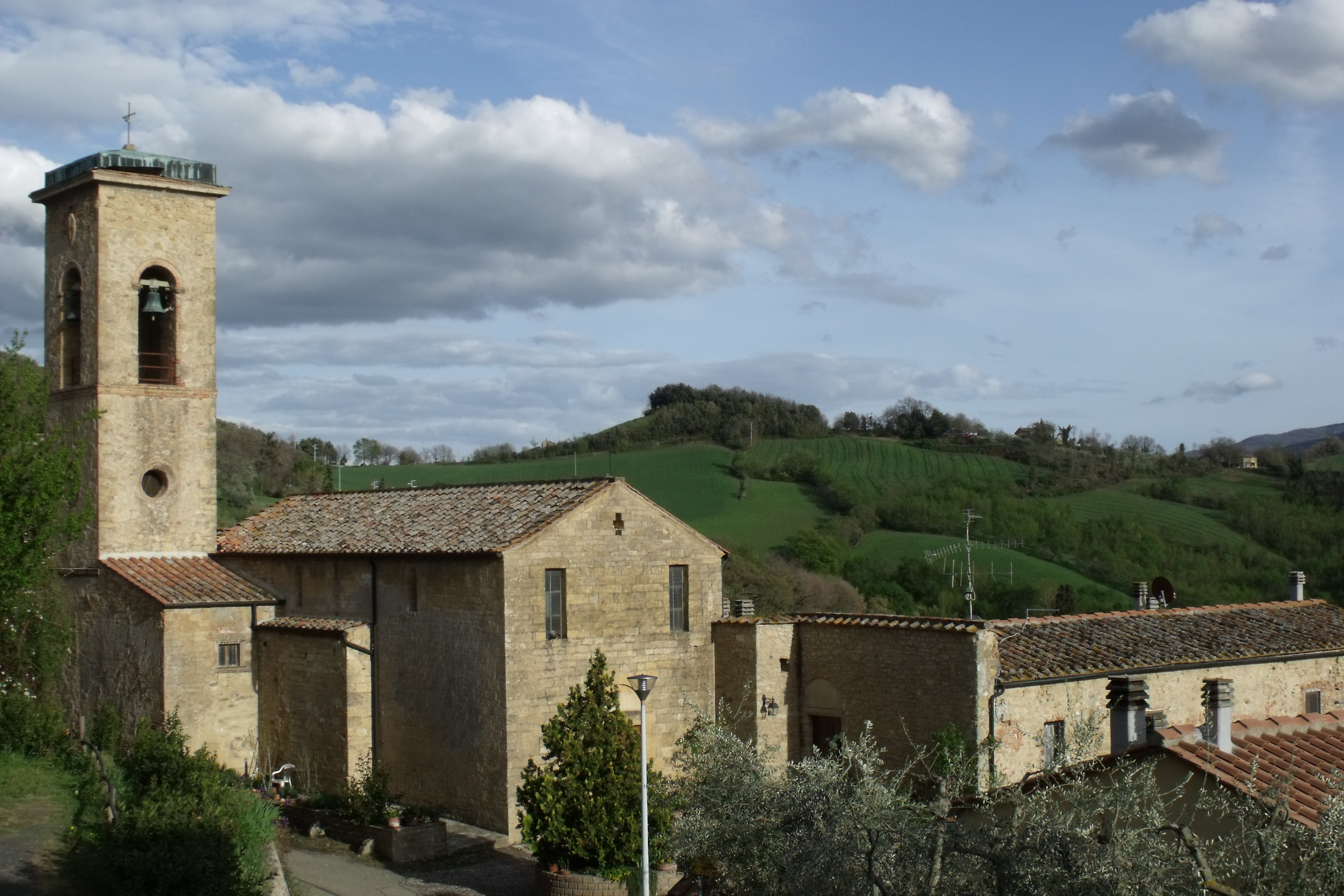
L'église.

L'église est le seul bâtiment subsistant du monastère bénédictin qui se trouvait, initialement, en dehors de la ville. Elle est édifiée au XVIe siècle sous la direction de l'architecte florentin Bartolomeo Ammannati.
Elle est composée d'une seule nef traversée par un transept et devait à l'origine être terminée par trois absides mais, aujourd'hui, n'en comporte qu'une, quadrangulaire (scarsella (it)), datant de l'ère moderne. Les fenêtres originelles sont à meneaux, tandis que les ouvertures de la façade datent également de l'ère moderne. Le clocher est situé sur le côté gauche est du XIXe siècle.
Elle conserve un précieux tabernacle en terre cuite émaillée (terracotta invetriata) de l'école Della Robbia.

## Monuments et sites
Le village a son tissu urbain ancien bien conservé, caractérisé par un ensemble de petites maisons et d'étroites rues. Le mur d'enceinte circulaire existe toujours.
Deux oratoires s'élèvent dans le village, l'un de la Société de la Charité, l'autre de saint Donnino. Un clou miraculeux, dit de San Donnino, est conservé dans ce dernier et est réputé pour avoir la capacité de guérir les blessures.